# Jan Sparring sjunger
Jan Sparring sjunger är ett studioalbum från 1966 av den svenska kristna sångaren Jan Sparring.

## Låtlista

### Sida 1
1. Allt blev förvandlat
2. Gud är din vän
3. Vad kostar det
4. På pilgrimsfärd
5. Säll är den som tillhör Gud
6. Lugna hamn

### Sida 2
1. Det skall komma en dag
2. Det finns en vän
3. Bed till Herren
4. Lyft upp din blick
5. Min trofasthet prövas i nöden
6. Börja om än en gång i mitt liv
7. Frälsningens väg

### Fotnoter
1. ↑  ”Jan Sparring sjunger”. Svensk mediedatabas. 4 mars 1966. https://smdb.kb.se/catalog/id/001450820. Läst 16 juli 2019.